# 우쓰노미야 구니쓰나
우쓰노미야 구니쓰나(일본어: 宇都宮国綱 うつのみや ただつな[*], 에이로쿠 11년(1568년) ~ 게이초 12년 음력 11월 22일(1608년 1월 9일))는 시모쓰케국의 센고쿠 다이묘이다.

## 생애
덴쇼 4년 음력 8월 7일(1576년 8월 30일) 아버지 히로쓰나(広綱)의 죽음으로 우쓰노미야 씨 22대를 이어받았으나, 나이가 어렸고 아버지만큼의 정치력이 없었던 탓에 미부씨(壬生氏)나 미나카와씨(皆川氏) 등 국내 반대세력들이 활발하게 움직이는 것을 허용하게 되었고, 고호조씨의 침공도 격화되었다. 이에 맞서 구니쓰나는 히타치의 사타케씨나 가즈사의 유키씨(結城氏), 가이의 다케다 가쓰요리, 나중에는 도요토미 히데요시와도 손잡고 맞서기에 이른다. 그러나 오다와라 정벌 직전에는 가누마성(鹿沼城), 모카성(真岡城), 미부성(壬生城)는 등 주변 여러 성들이 모두 고호조 씨로부터 이반하였고, 구니쓰나는 거점을 평지인 우쓰노미야성(宇都宮城)에서 산성인 다케성(多気城)으로 옮길 수 밖에 없을 정도로 수세에 몰렸고, 히데요시의 출진을 바랄 수 밖에 없는 상황이 되었다. 그리고 덴쇼 18년(1590년) 히데요시의 오다와라 정벌에 가담, 이시다 미쓰나리의 지휘로 오시성 공격 등에 참가하였고, 시모쓰케국 18만 석 영지의 주인이 되었다.
구니쓰나는 히데요시의 명으로 임진왜란에 참전하였다. 또한 히데요시의 힘을 배경으로 일문의 통제를 강화할 수 있었으며 분로쿠 3년(1594년)에는 도요토미(豊臣) 성씨를 사성받기도 했다. 그러나 게이초 2년 음력 10월 13일(1597년 11월 22일) 히데요시는 갑작스럽게 구니쓰나에 대한 개역(改易) 명령을 내렸다. 그 뒤 구니쓰나는 우쓰노미야 집안에서 쫓겨나 히젠국(備前国)의 우키타 히데이에(宇喜多秀家) 휘하로 들어 갔고, 「조선에서의 전공에 따라 재흥을 허락하겠다」는 히데요시의 말을 듣고 우쓰노미야 씨 재흥을 위해 정유재란(일본명 게이초의 역)에도 참전하였고, 순천성 전투에서 공을 세웠으나 히데요시의 죽음으로 재흥의 꿈은 끝내 물거품으로 돌아갔다.
그 뒤 여러 구니를 떠돌다 게이초 12년(1607년)에 에도의 아사쿠사(浅草) 이시하마(石浜)에서 병사하였다고 전해진다. 향년 40세.
아들 요시쓰나(義綱)는 장성한 뒤 미토번의 번사가 되었다. 구니쓰나의 처 고소쇼(小少将)는 도쿠가와 마사코(徳川和子, 도쿠가와 가즈코)의 유모였기에 마사코가 황후로 간택되어 입궁할 때 교토로 상경했다고 한다.